# イワン・フロロフ
イワン・ティモシェヴィチ・フロロフ（Иван Тимофеевич Фролов、Ivan Timofeevich Frolov、1929年9月1日 - 1999年11月18日）は、ソビエト連邦の哲学者、政治家。ソ連共産党の活動家、党官僚（アパラチキ）。ソ連共産党機関紙『プラウダ』編集長、党中央委員会書記、政治局員を歴任。哲学博士。

## 生涯
『哲学の諸問題』誌、1986年共産党理論誌『コムニスト』の編集長などを経て、1987年ゴルバチョフ書記長の補佐官（イデオロギー担当）となる。1989年プラウダの編集長となり、1989年12月9日ソ連共産党中央委員会書記。フロロフを起用することで、ソ連共産党書記局とプラウダの刷新を図る人事であったが、ソ連政府機関紙『イズベスチア』が改革志向の報道と論評で部数を大幅に伸ばしたのに対して、プラウダは保守的論評から立ち遅れたままであった。予約購読者数も激減し、プラウダ社内から責任を問われたこともあった。それでも1990年7月14日中央委員会総会で政治局員に選出されたが、結局、1991年のソ連8月クーデターで共産党は崩壊した。
哲学者としては多元論（プルーラリズム）を支持し、イデオロギーの必要条件として、イデオロギーに対する科学的真実の優位性を唱えた。1960年代から1970年代にかけて遺伝学の保護において、何点か著書を著した。